# Powiat Main-Kinzig
Powiat Main-Kinzig – powiat w Niemczech, w kraju związkowym Hesja, w rejencji Darmstadt. Siedzibą powiatu jest miasto Gelnhausen.

## Podział administracyjny
Powiat składa się z:
- 11 miast
- 18 gmin
- 1 obszaru wolnego administracyjnie (niem. gemeindefreies Gebiet)

Miasta:
| Lp. | Nazwa miasta          | Ludność (30.06.2013) | Powierzchnia km² |
| --- | --------------------- | -------------------- | ---------------- |
| 1   | Bad Orb               | 9341                 | 47,78            |
| 2   | Bad Soden-Salmünster  | 13416                | 58,62            |
| 3   | Bruchköbel            | 20198                | 29,67            |
| 4   | Gelnhausen            | 21993                | 45,18            |
| 5   | Hanau                 | 89221                | 76,49            |
| 6   | Langenselbold         | 13558                | 26,25            |
| 7   | Maintal               | 36427                | 32,40            |
| 8   | Nidderau              | 19964                | 46,73            |
| 9   | Schlüchtern           | 16057                | 113,30           |
| 10  | Steinau an der Straße | 10425                | 104,88           |
| 11  | Wächtersbach          | 12288                | 50,79            |

Gminy:
| Lp. | Nazwa gminy     | Ludność (30.06.2013) | Powierzchnia km² |
| --- | --------------- | -------------------- | ---------------- |
| 1   | Biebergemünd    | 8290                 | 78,55            |
| 2   | Birstein        | 6222                 | 86,63            |
| 3   | Brachttal       | 5140                 | 30,85            |
| 4   | Erlensee        | 13235                | 18,59            |
| 5   | Flörsbachtal    | 2415                 | 52,11            |
| 6   | Freigericht     | 14291                | 33,42            |
| 7   | Großkrotzenburg | 7730                 | 7,45             |
| 8   | Gründau         | 14430                | 67,64            |
| 9   | Hammersbach     | 4717                 | 20,15            |
| 10  | Hasselroth      | 7228                 | 18,92            |
| 11  | Jossgrund       | 3542                 | 50,61            |
| 12  | Linsengericht   | 9909                 | 29,82            |
| 13  | Neuberg         | 5207                 | 10,54            |
| 14  | Niederdorfelden | 3766                 | 6,55             |
| 15  | Rodenbach       | 11125                | 16,73            |
| 16  | Ronneburg       | 3351                 | 14,25            |
| 17  | Schöneck        | 11696                | 21,49            |
| 18  | Sinntal         | 8911                 | 111,83           |

Obszary wolne administracyjnie:
| Lp. | Nazwa obszaru       | Ludność (30.06.2013) | Powierzchnia km² |
| --- | ------------------- | -------------------- | ---------------- |
| 1   | Gutsbezirk Spessart | teren niezamieszkany | 89,30            |